# Tenryū-klass
De två kryssarna i Tenryū-klassen (天龍型軽巡洋艦, Tenryū-gata keijun'yōkan) var de första lätta kryssarna som användes av den kejserliga japanska flottan. De deltog i ett flertal insatser under andra världskriget.

## Bakgrund
Tenryū-klassen var utformad för att fungera som flaggskepp för jagarflottiljer. Designen representerade en mellanklass mellan lätta kryssare (t.ex. Chikuma-klassen på 5 000 ton) och jagare (t.ex. jagare i Kawakaze-klassen på 1 300 ton), som hade få motsvarigheter i andra flottor vid denna tid, även om den var inspirerad av ett liknande koncept som Royal Navys kryssare i Arethusa-klassen och C-klassen. Den kejserliga japanska flottan och den japanska varvsindustrin var fortfarande nära knutna till britterna på grund av den engelsk-japanska alliansen.
Designen för de små kryssarna utvecklades 1915 och beställningarna gjordes under 1916 års budget. Byggkostnaden var cirka 4,55 miljoner yen.
Strax efter färdigställandet blev nackdelarna med den lilla konstruktionen uppenbara för den japanska flottans generalstab. Nyare japanska jagare, som Minekaze-klassen, hade en maxfart på 39 knop, vilket var mycket högre än Tenryū-klassen. Nyare amerikanska kryssare, som Omaha-klassen, överträffade dessutom dem också i eldkraft. Planerna på ytterligare sex fartyg övergavs senare till förmån för en serie medelstora kryssare (5500 ton-klassen), baserade på en förstorad version av Tenryū-designen. Från 1935-1936 övervägdes planer på att omvandla klassen till en dedikerad luftvärns-/ubåtsjakt-plattform med åtta 12,7 cm kanoner i dubbeltorn, åtta 25 mm-kanoner och fyra sjunkbombskastare. Ombyggnaden skulle också ha inneburit att man kombinerade skorstenarna till en enda skorsten. Finansieringen godkändes för budgetåret 1937, men planen avbröts på grund av överbelastningen av de japanska skeppsvarvens kapacitet. 1938-1939 togs planen fram igen med åtta typ 98 7,62 cm kanoner, men övergavs slutligen till förmån för jagare av Akizuki-klassen.

## Design
Fartygen i Tenryū-klassen, som kallades kryssare av "liten modell" (eller "3 500 ton"), utformades som snabba flottiljledare för den kejserliga flottans nya "förstklassiga" och "andraklassiga" jagare. Tack vare förbättringar i tekniken för oljeeldade turbiner och användningen av växlade Brown Curtiss turbiner hade Tenryū-klassen mer än dubbelt så många hästkrafter som den tidigare Chikuma-klassen, och kunde uppnå en hastighet på 33 knop (61 km/h). Tre uppsättningar turbiner användes, med tio pannor monterade i tre pannrum. Två av pannorna använde en kombination av olja och kol, men konverterades till oljeeldning före andra världskrigets början.
När det gäller bestyckning var Tenryū-klassen dock svagare än alla andra samtida kryssare. Tenryū-klassens huvudartilleri bestod av fyra 14 cm sjömålskanoner, som även användes som sekundärt batteri på slagskeppen i Ise-klassen. Kanonerna var dock placerade i enstaka fästen på mittlinjen, med endast en begränsad skjutvinkel, och kunde endast avfyra en kanon mot ett mål omedelbart framför eller akter om fartyget. Ammunitionshanteringen var helt manuell. Det fanns två magasin på den lägsta däcknivån (4 däck under kanonerna), ett mellan fästen 1 och 2 under bryggan och ett under fäste 3, som kunde nås med hjälp av hinkar med kedjehissar. Lastning och utbildning skedde också helt manuellt.
Ytterligare en svaghet var bristen på utrymme för luftvärnskanoner. Trots att medvetenheten ökade om det växande hotet från flygplan bestod Tenryū-klassens luftvärn endast av en enda 8 cm kanon, plus två 6,5 mm kulsprutor. Klassen var också den första som använde trippelmonterade torpedtuber, med två mittlinjemonterade 53,3 cm typ 6-torpedtuber. Torpedtuberna kunde endast omladdas i hamn. Skrovets utformning liknade en förstorad jagare, med ett högt förhållande mellan längd och bredd (11,28:1) och ett upphöjt bogdäck. Kanontorn nr 1 var placerat på fördäcket, följt av en kort trevånings tornöverbyggnad med masten och kanontornet nr 2 längst bak. Detta följdes av en trappstegskropp som rymde en trippelmonterad torpedtub på mittlinjen, följt av en smal midskeppsöverbyggnad som bildar basen för tre relativt låga skorstenar. Detta följdes av torpedtuberna i aktern och kanontornen nr 3 och 4. Skrovets pansar var svagt och var i första hand konstruerat mot de 10,2 cm kanoner som användes på samtida amerikanska jagare.

### Senare modifieringar
År 1930 (Tenryū) och 1933 (Tatsuta) byggdes fartygen om med en modifierad överbyggnad, där bryggans sidor av duk ersattes med stålplåt och masten sänktes för att öka stabiliteten. År 1936 förstärktes bryggan med ytterligare stålplåt som skydd mot splitter. I juli 1937 lades två enkelmonterade typ 93 13 mm kulsprutor till på plattformar nära den första skorstenen. Dessa ersattes 1940 med två dubbelmonterade typ 96 25 mm luftvärnskanoner. Den gamla 8 cm kanonen togs bort vid denna tidpunkt. Eftersom båda fartygen betraktades som andraklassens fartyg vid tiden för andra världskriget var modifieringarna under kriget små. Ytterligare två typ 96 25-mm tvillingmontage lades till medan de befann sig i Truk i februari 1942. Tatsuta fick en femte dubbelmonterad typ 96 kanon i samband med en ombyggnad i augusti 1943.

## Skepp i klassen

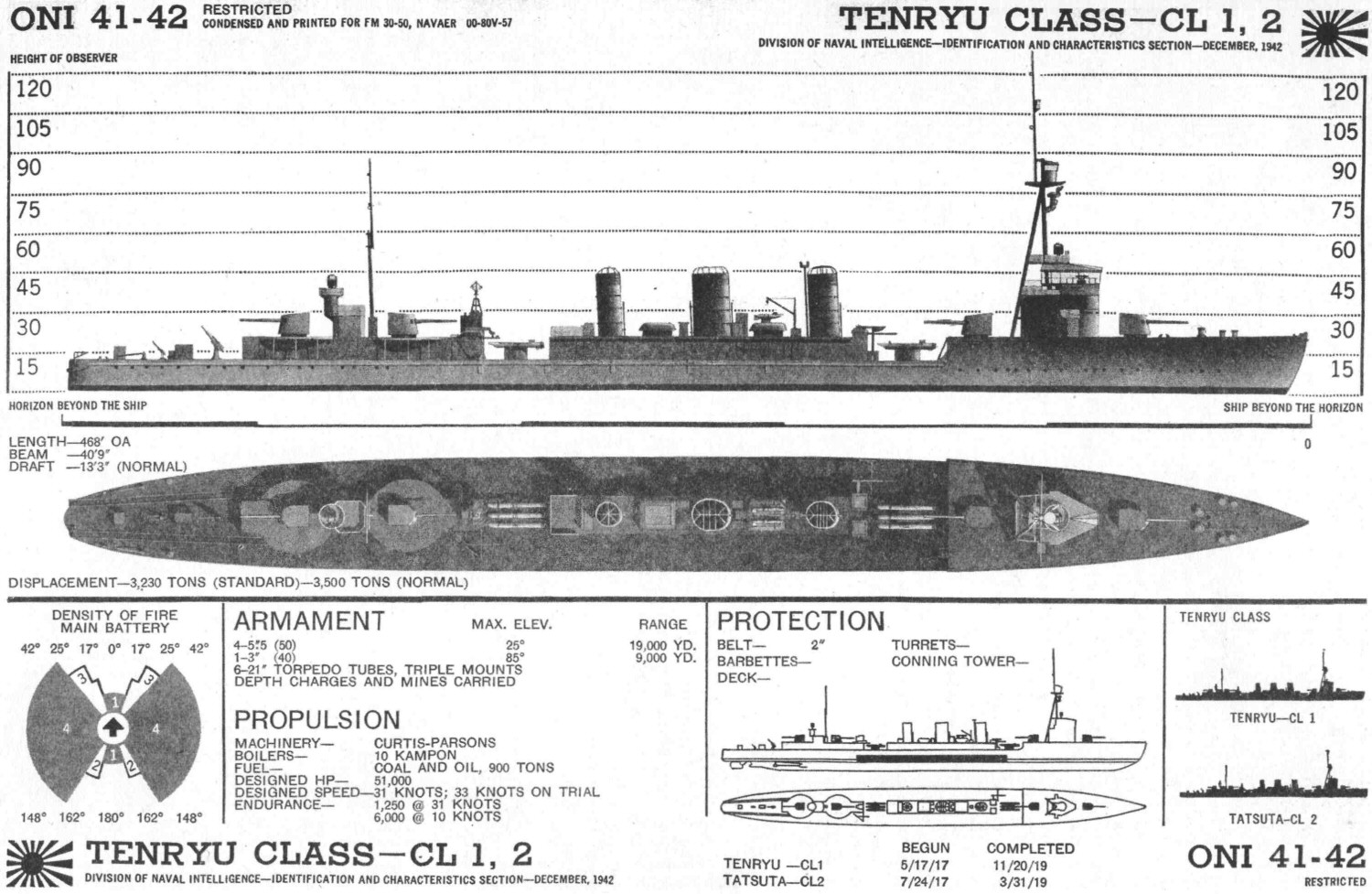
Ritning som visar en Tenryū-klass kryssare.

Två fartyg byggdes i Tenryū-klassen, men inget av dem överlevde Stillahavskriget.
Tenryū (天龍)
Tenryū kölsträcktes den 7 maj 1917 och färdigställdes den 20 november 1919 vid varvet i Yokosuka. Före andra världskriget deltog hon i den sibiriska interventionen, patrullerade på Yangtze och stödde landstigningar av japanska trupper längs den kinesiska kusten. Under Stillahavskrigets tidiga skede deltog hon i slaget om Wake Island och invasionerna av Salomonöarna, Nya Guinea, Tulagi och slaget om Savo Island. Två av hennes torpeder anses ha sänkt USS Quincy. Hon sänktes efter sjöslaget vid Guadalcanal av USS Albacore och avskrevs den 20 januari 1943.
Tatsuta (龍田)
Tatsuta kölsträcktes den 24 juli 1917 och färdigställdes vid varvet i Sasebo den 31 mars 1919. Före andra världskriget deltog hon i den sibiriska interventionen och stödde de japanska truppernas landstigningar längs den kinesiska kusten. Under Stillahavskriget deltog hon i slaget om Wake Island och invasionerna av Salomonöarna, Nya Guinea och Tulagi. Hon hölls kvar i japanska hemmavatten under större delen av 1943 som utbildningsfartyg. Hon sänktes på väg till Saipan av USS Sand Lance, 40 nautiska mil (74 km) nordnordost om Hachijō-jima den 13 mars 1944. Tatsuta avskrevs den 10 maj 1944.